# Філльмерген
Філльмерген (нім. Villmergen) — громада  в Швейцарії в кантоні Ааргау, округ Бремгартен.

## Географія
Громада розташована на відстані близько 75 км на північний схід від Берна, 16 км на схід від Аарау.
Філльмерген має площу 11,9 км², з яких на 22% дозволяється будівництво (житлове та будівництво доріг), 42,9% використовуються в сільськогосподарських цілях, 34,6% зайнято лісами, 0,4% не є продуктивними (річки, льодовики або гори).

## Демографія
2019 року в громаді мешкало 7472 особи (+25,3% порівняно з 2010 роком), іноземців було 32,4%. Густота населення становила 626 осіб/км².
За віковим діапазоном населення розподілялося таким чином: 22,1% — особи молодші 20 років, 63,3% — особи у віці 20—64 років, 14,6% — особи у віці 65 років та старші. Було 3125 помешкань (у середньому 2,4 особи в помешканні).
Із загальної кількості 3868 працюючих 76 було зайнятих в первинному секторі, 1693 — в обробній промисловості, 2099 — в галузі послуг.